# Natación en los Juegos Olímpicos de Pekín 2008 – 100 metros estilo braza femenino

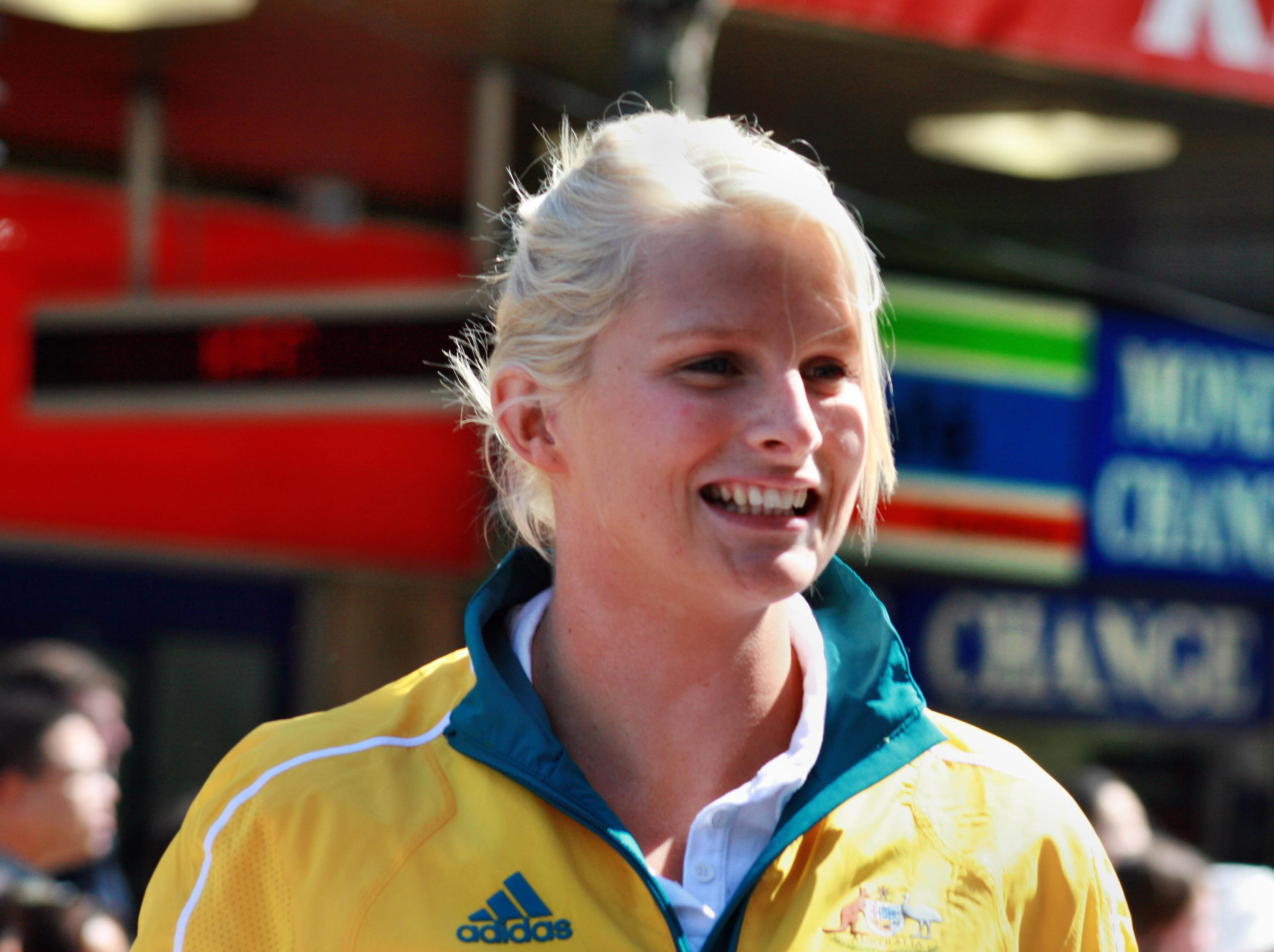
Leisel Jones, Nadadora australiana en los juegos Olímpicos del 2008

La competición de 100 metros braza femenino en los Juegos Olímpicos de Pekín 2008 se realizó del 10 al 12 de agosto de 2008 en el Centro Acuático Nacional de Pekín.

## Récords
Antes de esta competición, el récord mundial y olímpico existentes eran los siguientes:
| Récord mundial  | Leisel Jones | 1:05,09 | Melbourne, Australia | 20 de marzo de 2006  |
| Récord olímpico | Luo Xuejuan  | 1:06,64 | Atenas, Grecia       | 16 de agosto de 2004 |

## Resultados

### Semifinales

#### Semifinal 1
| Pos. | Calle | Nombre          | País           | Tiempo  | Notas |
| ---- | ----- | --------------- | -------------- | ------- | ----- |
| 1    | 5     | Rebecca Soni    | Estados Unidos | 1:07,07 | Q     |
| 2    | 4     | Yuliya Yefimova | Rusia          | 1:07,50 | Q     |
| 3    | 3     | Sun Ye          | China          | 1:07,72 | Q     |
| 4    | 6     | Joline Höstman  | Suecia         | 1:08,26 |       |
| 5    | 7     | Chen Huijia     | China          | 1:08,60 |       |
| 6    | 2     | Jillian Tyler   | Canadá         | 1:09,00 |       |
| 6    | 8     | Elise Matthysen | Bélgica        | 1:09,00 |       |
| 8    | 1     | Kirsty Balfour  | Reino Unido    | 1:09,23 |       |

#### Semifinal 2
| Pos. | Calle | Nombre            | País           | Tiempo  | Notas |
| ---- | ----- | ----------------- | -------------- | ------- | ----- |
| 1    | 4     | Leisel Jones      | Australia      | 1:05,80 | Q     |
| 2    | 5     | Mirna Jukić       | Austria        | 1:07,27 | Q     |
| 3    | 6     | Tarnee White      | Australia      | 1:07,48 | Q     |
| 4    | 2     | Megan Jendrick    | Estados Unidos | 1:08,07 | Q     |
| 5    | 8     | Asami Kitagawa    | Japón          | 1:08,23 | Q     |
| 6    | 1     | Annamay Pierse    | Canadá         | 1:08,27 |       |
| 7    | 7     | Kate Haywood      | Reino Unido    | 1:08,36 |       |
| 8    | 3     | Suzaan van Biljon | Sudáfrica      | 1:09,56 |       |

### Final
| Pos.              | Calle | Nombre          | País           | Tiempo  | Notas |
| ----------------- | ----- | --------------- | -------------- | ------- | ----- |
| Medalla de oro    | 4     | Leisel Jones    | Australia      | 1:05,17 | RO    |
| Medalla de plata  | 5     | Rebecca Soni    | Estados Unidos | 1:06,73 |       |
| Medalla de bronce | 3     | Mirna Jukić     | Austria        | 1:07,34 |       |
| 4                 | 2     | Yuliya Yefimova | Rusia          | 1:07,43 |       |
| 5                 | 1     | Megan Jendrick  | Estados Unidos | 1:07,62 |       |
| 6                 | 6     | Tarnee White    | Australia      | 1:07,63 |       |
| 7                 | 7     | Sun Ye          | China          | 1:08,08 |       |
| 8                 | 8     | Asami Kitagawa  | Japón          | 1:08,43 |       |